# بوچانگای سری‌لانکایی
بوجانگای سری‌لانکایی (نام علمی: Dicrurus lophorinus) نام یک گونه از تیره بوجانگا است.